# Isengard
Isengard (roh. Żelazo-ogrodzenie, sin. Angrenost) – forteca ze stworzonej przez J.R.R. Tolkiena mitologii Śródziemia.

## Opis
Była to skalna twierdza zbudowana w Drugiej Erze przez Númenorejczyków z Gondoru. Została wzniesiona, by strzec Brodów na Isenie. Położona była u podnóży Gór Mglistych, nieopodal góry Methedras, w dolinie nazwanej później Nan Curunír.
Forteca składała się z kamiennego kręgu o średnicy około jednej mili, wewnątrz którego znajdowała się czarna wieża Orthank. Żadna ze znanych broni stworzonych w Śródziemiu nie mogła zniszczyć, czy nawet uszkodzić, tej budowli. Wznosiła się ponad 500 stóp ponad równinę Isengardu, a jej szczyt zakończony był poczwórnym czubkiem. Od Orthanku rozchodziły się promieniście drogi aż do murów obronnych. Jedyna brama wiodła na południe. Początkowo Isengard był porośnięty trawą i drzewami dzięki nawadniającej te tereny Isenie, która miała swoje źródła w północnej części doliny. W wieży znajdował się jeden z palantírów Gondoru.
Nazwa Orthank (w oryginale Orthanc), jak pisał Tolkien, miała podwójne znaczenie. W języku Rohirrimów nazwa tej wieży oznacza tyle co Chytra Głowa, a w języku elfów – Góra-Kieł.

## Historia

### Trzecia Era

Biała Ręka, znak Sarumana, stanowiła także godło Isengardu

W imieniu Gondoru pieczę nad twierdzą trzymała dynastia namiestników, która za panowania rohańskiego króla Deora wygasła, a panowanie nad Isengardem przekazano nowej dynastii, wywodzącej się z zapomnianego miejscowego plemienia. Byli przyjaźnie nastawieni do Dunlendingów, ignorowali natomiast sprawy Minas Tirith. Za ich panowania mieszkańcy Dunlandu zaczęli wdzierać się do północnej Zachodniej Bruzdy, zakładając osady u podnóży gór w okolicach Angrenostu, a także na południu Fangornu. Jak się okazało, zamieszkali także w samym Isengardzie, wkrótce sami zagarniając władzę nad fortecą, wybijając tych niedobitków ludu strażników, którzy nie chcieli się z nimi zmieszać.
W roku 2759 Trzeciej Ery, po długiej wojnie, król Fréaláf wypędził Dunlendingów z Isengardu. Twierdza została oddana pod opiekę Sarumanowi. Pod koniec Trzeciej Ery odkrył on znajdujący się w Orthanku palantir i zaczął go wykorzystywać. W 2963 roku rozpoczął militaryzację swojej siedziby, szykując się do napaści na Rohan. Wyciął drzewa rosnące we wnętrzu kręgu murów. W ich miejsce powstały młyny, kuźnie i kopalnie.

### Czwarta Era
W czasie Wojny o Pierścień, toczącej się w dwóch ostatnich latach Trzeciej Ery, entowie dokonali odwetu za niszczenie drzew w Fangornie: zaatakowali Isengard, zniszczyli umocnienia wokół Orthanku i zalali dolinę wodą z zatamowanej rzeki. Wtedy władzę w Isengardzie przejął Drzewiec.
Gdy woda Iseny opadła, entowie i huornowie posadzili w Nan Curunír las nazwany Lasem Strażników. Jego nazwa nawiązywała do tego, że Drzewiec miał za zadanie pilnować Sarumana uwięzionego w Orthanku.
W Czwartej Erze Isengard należał do Zjednoczonego Królestwa Gondoru i Arnoru, i miał czuwać nad bezpieczeństwem północy.

## Ekranizacja Petera Jacksona

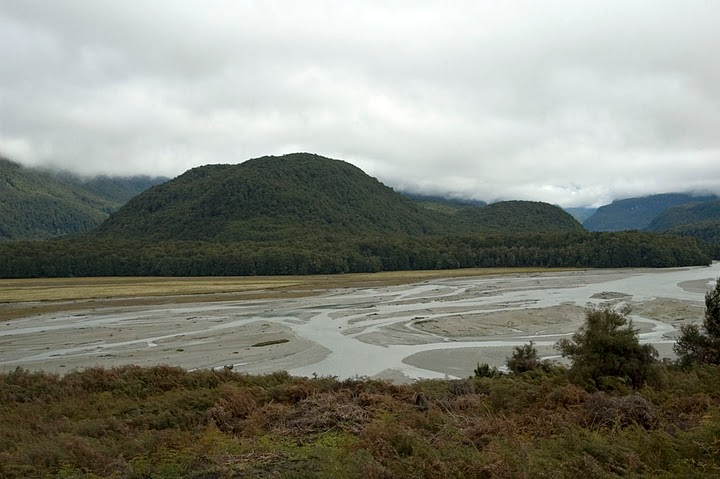
Dolina rzeki Dart wykorzystana w ekranizacji do przedstawienia Nan Curunír

W adaptacji filmowej Władcy Pierścieni Petera Jacksona Isengard pojawia się we wszystkich trzech filmach. Według ekranizacji w jaskiniach Isengardu istniały również wylęgarnie orków.